# 金井洋
金井 洋（かない ひろし、1955年9月15日 - ）は、日本の実業家。第一フロンティア生命株式会社代表取締役社長・会長を経て、一般社団法人生命保険協会副会長（常勤）。

## 人物・経歴
東京都出身。1978年慶應義塾大学経済学部卒、第一生命保険入社。2010年常務執行役員。2011年取締役常務執行役員。2014年取締役専務執行役員。2015年から第一フロンティア生命代表取締役社長を務め、「保険の製販分離」を標榜し、同年単年度黒字を実現した。2017年第一フロンティア代表取締役会長。2020年6月第一フロンティア代表取締役会長退任、7月一般社団法人生命保険協会副会長（常勤）。